# Anton Huber (Genossenschafter)
Anton Huber (* 28. Juli 1933 in Kottwil, Kanton Luzern; † 22. Dezember 2015 in Capolago, Kanton Tessin) war ein Schweizer Auswanderer nach Brasilien, einer der Gründer von Lucas do Rio Verde, Genossenschafter der Coperlucas in Mato Grosso, Präsident der Organisation der Cooperativen von Mato Grosso und Vizepräsident der Cooperativen Brasiliens.

## Leben
Anton Huber war der Älteste eines Schweizer Kleinbauern aus dem Kanton Luzern. Er besuchte die Kantonsschule. Da die Söhne der Hubers ihre Zukunft als Bauern sahen, sah sich der Vater gezwungen, sich nach Land umzusehen. Er informierte sich über Möglichkeiten für Bauern in Südfrankreich, den USA, in Kanada, Australien oder Neuseeland. Dann entschlossen sie sich, sich einem Siedlungsprojekt in Honduras einer Gruppe Schweizer anzuschliessen. Sie bekamen aber kein Einreisevisum. Angesichts dieser Ausweglosigkeit suchte sein Vater dank eines Freundes den Kontakt zu einem Schweizer Fazendabesitzer in Brasilien. 1951 traten sie die Reise in Richtung Santos in Brasilien an. Von Santos gelangte die Familie nach Itapetininga, im Hinterland von São Paulo, auf die Fazenda des Schweizer Besitzers. Die Fazenda war zwar gross, aber nicht ideal. Deshalb und weil der Vater zuerst Erfahrungen sammeln wollte, pachtete er ein kleines Bauerngut mit einem Milchgeschäft in der Nachbarschaft. So produzierten sie Milch, welche die Söhne mit dem Pferdewagen in der Stadt von Tür zu Tür verkauften. Nach drei Jahren kauften sie ein Stück der Fazenda, wo sie anfangs waren. Im heiratsfähigen Alter und unzufrieden mit der ungenügenden Fruchtbarkeit des Bodens machte sich Anton nach einem neuen Grundstück auf die Suche. Er stiess auf Holambra, eine holländische Kolonie, die auf der ehemaligen Fazenda Ribeirão gegründet worden war und sich in Richtung Campinas ausbreitete. Das ist eine Stadt mit über 15'000 Einwohnern (nach einer Schätzung des IBGE von 2021) und dem grössten Produktionszentrum für Blumen und Zierpflanzen von Lateinamerika.
1965 zog Anton Huber zusammen mit seiner Frau nach Paranapanema, im Bundesstaat São Paulo, wo er als selbständiger Bauer der Siedlungsgenossenschaft Holambra (Cooperativa de Colonização Holambra) beitrat. Hier widmete er sich dem Genossenschaftswesen, nahm aktiv an Anliegen und kulturellen Anlässen der Gemeinde teil. Er bürgerte sich in Brasilien ein. Wie bereits vorher in Itapetininga gründete er auch hier einen gemischten Chor, den er in seiner Freizeit dirigierte und 25 Jahre leitete. Als er seinen Betrieb beachtlich vergrössert hatte und verschiedene Krisen infolge Inflation erlebte, sah er sich vor dem Risiko, im Falle eines Ernteausfalls seine Zinsen nicht mehr bezahlen zu können und seinen ganzen Besitz an die Banken abtreten zu müssen. Darum und weil er schon in der Schweiz vom Genossenschaftsgedanken geprägt wurde, verkaufte er alles und schloss sich einer Gruppe Agro-Unternehmer an, die ein Genossenschaftsprojekt zur Kolonisierung im Bundesstaat Mato Grosso verfolgte.
1981 wurde er zum Präsidenten der Coperlucas gewählt. 1982 beteiligte er sich aktiv an der Gründung der Stadt Lucas do Rio Verde im Bundesstaat Mato Grosso. 1989 übertrugen ihm die Genossenschaften von Mato Grosso die Leitung der Organisation der Cooperativen (Ocemat) in der Bundeshauptstadt Cuiabá, eine Funktion, die er während 10 Jahren innehatte. Er vertrat vor allem die Bereiche der Arbeit und des Kreditwesens sowohl im landwirtschaftlichen wie im urbanen Bereich und über allem den Genossenschaftsgedanken.
Als Abgeordneter des Bundesstaates Mato Grosso wurde er zum Vize-Präsidenten des nationalen Dachverbandes OCB (Organização das Cooperativas Brasileiras) in Brasília gewählt.

## Leistungen
Anton Huber hat 25 Jahre einen gemischten Chor geleitet.
Er hat zusammen mit zwei Gewählten das Siedlungsprojekt in Mato Grosso mehrere Jahre geleitet, später auch die Genossenschaft Coperlucas und war massgeblich beteiligt an der Gründung der Stadt Lucas do Rio Verde, dessen erster Subpräfekt er war. 1989 bis 1999 war er Leiter der Organisation der Kooperativen von Mato Grosso und Vize-Präsident des nationalen Dachverbandes OCB (Organização de Cooperativas Brasileiras).
Er hat seine Erinnerungen an den Aufbau der Siedlung und späteren Stadt Lucas do Rio Verde in seiner Publikation veröffentlicht: «Tempestade no Cerrado».